# Ángel Fenoll Pérez
Ángel Fenoll Pérez (Santomera, Regió de Múrcia, 1953) és un empresari valencià d'origen murcià. Actualment està imputat en la trama de corrupció del cas Brugal i està jutjat per un altre cas de frau fiscal.
És administrador únic de les empreses Chatarras Rojo Sur SL, Hostelerías & Resort Dehesa de Campoamor SL, Hostelería Dehesa de Campoamor SL i TV Orihuela SL. Anteriorment, va ser administrador únic de les empreses Proambiente SL, Sistemas Recogidas Residuos Medioambientales SL i Hijos de Antonio Fenoll SL.

## Cas de frau fiscal
Ángel Fenoll Pérez està jutjat acusat d'onze delictes fiscals i falsedat de document mercantil. La Fiscalia demana 36 anys de presó per a ell. Es tracta d'un procés judicial on estan acusades divuit persones i onze empreses.
Ángel Fenoll Pérez està acusat d'haver falsificat factures entre 2002 i 2004 per a alterar el pagament de l'Impost sobre el valor afegit i l'Impost de Societats, a través de les empreses Colsur SL i Proambiente SL, i així va defraudar al voltant de 5 milions d'euros a Hisenda. Un altre dels acusats és Francisco José Bru, exregidor del PP d'Albatera, per a qui la Fiscalia demana tretze anys de presó per haver falsificat fins a 225 factures de al voltant de 350.000 euros.
Aquest procés ha estat instruït pel jutjat d'instrucció número 2 d'Oriola.
El 4 de març de 2014 havia de començar el judici oral al jutjat Penal número 3 d'Oriola, però l'absència de Manuel López Poveda, un dels acusats, ha obligat la suspensió del judici. A petició de la Fiscalia i de l'Advocacia de l'Estat, la jutgessa ha ordenat la recerca i detenció d'aquest acusat per garantir la seua presència en el judici, que es reprendrà el 6 de març.